# Kościół św. Stanisława Biskupa i Męczennika w Jelczu-Laskowicach
Kościół świętego Stanisława Biskupa i Męczennika – rzymskokatolicki kościół parafialny należący do dekanatu Jelcz-Laskowice archidiecezji wrocławskiej. Znajduje się w dzielnicy Laskowice Oławskie.
Jest to świątynia wzniesiona w stylu barokowym w 1660 roku, w latach 1966-1980 była restaurowana razem z przebudową murów. Od strony zachodniej znajduje się czterokondygnacyjna kwadratowa wieża, nakryta kopulastym dachem hełmowym z latarnią, zwieńczoną kulą i krzyżem. We wnętrzu znajdują się między innymi drewniany prospekt organowy, a także loże umieszczone nad bocznymi kaplicami, wzniesione w XVIII wieku. Świątynia posiada dzwon ze spiżu, odlany w 1649 roku, krzyż procesyjny wykonany z mosiądzu, reprezentujący styl neogotycki, pochodzący z początku XX wieku, lichtarze wykonane z mosiądzu, reprezentujące styl barokowy, pochodzące z XVIII wieku, relikwiarz srebrny złocony, pochodzący z XIX wieku. Z tyłu prezbiterium jest umieszczony duży drewniany krzyż z napisem "Zbaw duszę swoją"